# Eukaryogeneze

Schematický model eukaryotické buňky. 1 - jadérko; 2 - jádro; 3 - ribozom; 4 - vezikul; 5 - drsné endoplazmatické retikulum; 6 - Golgiho aparát; 7 - cytoskelet; 8 - hladké endoplazmatické retikulum; 9 - mitochondrie; 10 - vakuola; 11 - cytosol; 12 - lysozom; 13 - centriola

Eukaryogeneze je evoluční proces vzniku eukaryotické buňky, která na rozdíl od prokaryotické obsahuje množství vnitřních membrán a složité organely (mitochondrie a podobně). Některé okolnosti ještě nejsou zcela vyjasněny, ale např. o mitochondriích a plastidech se ví, že vznikly endosymbioticky, tzn. pohlcením jednoho organismu druhým. Jiné struktury v eukaryotické buňce však vznikly endogenně, na základě mutací (de novo).
Vznik eukaryotické buňky se zřejmě odehrál asi před 2 miliardami lety, ačkoliv s tím někteří vědci nesouhlasí a kladou tento milník do mnohem nedávnější doby.

## Počátky eukaryogeneze
Přesný průběh počátků eukaryogeneze není zcela vyjasněn. Zdá se, že ke vzniku eukaryot přispěly genomy jak archeálních, tak bakteriálních buněk. Podrobně se průběh eukaryogeneze snaží vysvětlit více než 20 hypotéz. Důležitou roli v těchto hypotézách často hrají právě bakterie a archea, tedy dvě prokaryotické domény, z nichž se pravděpodobně eukaryota vyvinula.
Často se v hypotézách objevuje otázka vzniku mitochondrií, která je však v základních rysech již v podstatě objasněná. V této organele byla totiž nalezena DNA, která vykazuje značnou příbuznost s bakteriemi z řádu Rickettsiales. Endosymbiotická teorie tak oprávněně tvrdí, že mitochondrie vznikly právě pohlcením Rickettsií jinou buňkou a mitochondrie jsou potomci těchto bakterií. To však pravděpodobně neznamená, že pouhý vznik mitochondrií znamenal vznik eukaryot v dnešním slova smyslu. Eukaryotická buňka má i množství jiných typických rysů, jako je buněčné jádro, endomembránový systém, lineární chromozomy a mRNA splicing, ale není jasno v tom, jestli tyto rysy vznikly před nebo po endosymbióze budoucí mitochondrie.

### Chimérické hypotézy
Chimérické hypotézy je souhrnné označení pro takové hypotézy, které předpokládají v průběhu eukaryogeneze fúzi několika typů buněk.

#### Archeální hypotéza
Podle tzv. archeální hypotézy je eukaryotická buňka pouhým potomkem buňky jisté archebakterie, která pohltila bakteriálního symbionty, z nichž se vyvinula mitochondrie. Horizontálním přenosem genetické informace z mitochondrie do genomu archeálního se pak vysvětluje skutečnost, že mnohé znaky eukaryot jsou spíše bakteriálního původu. Další geny spíše bakteriálního původu by teoreticky mohla eukaryotická buňka získat i z potravy, pokud se živila bakteriálními buňkami (tzv. gene ratchet teorie). Některé varianty této hypotézy se zabývají i mechanismem pohlcení bakteriálního předka mitochondrie a např. předpokládají, že archeální předek eukaryot by neměl buněčnou stěnu (jako recentní Thermoplasmata), naopak by již měl aktinový základ cytoskeletu s rozvětvenými filamenty, který by umožňoval vychlípeniny plazmatické membrány usnadňující zachycení bakterie. Vycházejí přitom z monofylie genetického kódování některých archeálních a eukaryotických aktinů.

#### Vodíková hypotéza
Detailněji se okolnostmi archeální hypotézy zabývá tzv. vodíková hypotéza navržená v roce 1998. Hostitelskou buňkou byla anaerobní, vodík metabolizující autotrofní archebakterie, která pohltila symbiotickou bakterii schopnou v rámci své respirace produkovat vodík. Tyto bakterie následně prošly evolucí a změnily se na mitochondrie.
Vodíková hypotéza má své výhody i nevýhody. Pro hovoří fakt, že tato hypotéza vysvětluje příčiny, které vedly k pohlcení mitochondrie. Svůj význam má i skutečnost, že v přírodě se nachází podobná uskupení organismů vyměňujících si vodík (hydrogenozomy nálevníků a jejich symbionti). Na druhou stranu je známo, že eukaryotická membrána je podobná spíše membráně bakterií, jenže kdyby měla pravdu vodíková hypotéza, membrána by byla archeální. Archebakterie také provozují anaerobní metanogenní metabolismus, zatímco eukaryota nikoliv. I další metabolické vlastnosti spíše mluví v neprospěch této teorie.

#### Syntrofická hypotéza
Podobně jako vodíková hypotéza, také syntrofická hypotéza předpokládá, že motivací ke vzniku eukaryotické buňky byl metabolismus vodíku, přičemž se výměna produktů metabolismu mezi několika druhy (tedy právě tzv. syntrofie) objevuje i v jejím názvu. Syntrofickou hypotézu formulovali poprvé Moreira a López-García roku 1998.
Podle jejich hypotézy se fúze odehrála mezi buňkou metanogenní archebakterie a pravděpodobně několika buňkami bakterií, konkrétně deltaproteobakterií. Tyto bakterie se přiložily těsně k buněčné membráně archebakterie a vzájemně mezi sebou splynuly. Archeální cytoplazmatická membrána se pak stala jadernou membránou nové eukaryotické buňky a cytoplazmatická membrána deltaproteobakterií představuje dnešní buněčnou membránu eukaryot. Souběžně s fúzemi buněk se odehrála podle autorů této hypotézy horizontální výměna genetické informace.
U syntrofické hypotézy je možné spatřovat výhodu v tom, že takto vzniklá cytoplazmatická membrána by byla bakteriálního původu, na rozdíl od předchozí hypotézy.

#### Hypotézy založené na síře
Některé syntrofické hypotézy, zejména studie z roku 2000 od Lynn Margulisové a kol, navrhují společenství archeí a bakterií založená na síře. Bakterie, konkrétně spirochéty, přijímaly sirovodík produkovaný archebakteriemi, a metabolizovaly ho. Tyto spirochéty se údajně postupně vyvinuly v bičík. Jenže pro tuto hypotézu nebyl zatím nalezen téměř žádný důkaz, vyjma skuetčnosti, že podobná společenství existují v přírodě.

### Nechimérické hypotézy

#### Hypotéza Neomura
Zcela jiný pohled nabízí teorie „Neomura“  (v překladu „nová stěna“) neboli také fagotrofická hypotéza, zastupovaná především Cavalier-Smithem, která považuje archea i eukaryota za potomky určité složité grampozitivní bakterie, konkrétně jisté aktinobakterie. Tato aktinobakterie prošla značným vývojem a až později endosymbioticky získala mitochondrie. Nedostatkem těchto teorií je fakt, že v současnosti neznáme žádné eukaryotické organismy s primární absencí mitochondrií, ačkoliv je tyto teorie předpokládají.

#### Tři viry, tři domény
Podle této hypotézy, kterou formuloval v roce 2005 P. Forterre, se musí vznik všech domén včetně té eukaryotické přičítat virům. Před vznikem tří dnešních domén používaly nejprve buňky jako genetický materiál výhradně RNA (tzv. RNA svět), pak byly infikovány několika viry, které vynalezly DNA, a následně se tato DNA stala jejich hlavním genetickým materiálem. Neexistují doklady, jedná se o poměrně spekulativní hypotézu, ale nedá se odmítat jako nesprávná.

## Vznik dalších eukaryotických struktur

### Bičík
Bičík mohl vzniknout buď symbioticky, nebo endogenně (de novo). Se symbiotickým vznikem bičíku počítá z širších hypotéz zejména syntrofická hypotéza založené na síře, tzn. že bičík vznikl z symbiotických spirochét. Také se objevují úvahy, že jsou bičíky vzniklé endosymbioticky z bakterií kmene Verrucomicrobia. Mimo symbiotické hypotézy stojí například teorie, že bičík vznikl protažením centrioly (organela nesoucí mikrotubuly pro mitotické dělení) na druhou stranu.

### Jádro
Opět existuje endogenní i endosymbiotická teorie. První říká, že z membrány vycestovávaly měchýřky a postupně vzájemným splýváním vytvořily jadernou membránu. V rámci širších eukaryogenetických teorií se snaží vznik jádra vysvětlit zajímavým způsobem již zmíněná syntrofická hypotéza.

### Peroxizom
Ohledně vzniku peroxizomu byla také postulována endosymbiotická teorie (z grampozitivní bakterie), ale obecně se soudí, že vznikl endogenně, specializací části vnitřních membrán.

### Plastidy
Mimo výše uvedené struktury, které jsou přítomné téměř ve všech eukaryotických buňkách, se v mnoha skupinách eukaryot vyvinuly i jiné specifické organely. Typickým příkladem jsou plastidy, semiautonomní organely, v nichž probíhá fotosyntéza a některé další pochody. Vyskytují se u rostlin a mnohých protistů. Vznikly pravděpodobně v evoluční historii až určitou dobu po vzniku samotné eukaryotické buňky a samotné eukaryogeneze se neúčastnily. Přesto jsou však dalším dokladem endosymbiotické teorie. Na rozdíl od mitochondrií se plastidy vyvinuly u několika, často nepříbuzných skupin eukaryot. Tzv. primární plastidy však pochází z sinice a vznikly pravděpodobně pouze jednou, a to u rostlin, které v širším pojetí zahrnují nejen zelené rostliny (Viridiplantae), ale i ruduchy (Rhodophyta) a glaukofyty (Glaucophyta). Plastidy u jiných druhů fotosyntetizujících eukaryot vznikly především sekundární endosymbiózou, tedy pohlcením jedné ze skupin rostlin. Pohlcením ruduchy vznikly plastidy (někdy kvůli svému původu zvané rhodoplasty) např. u různých heterokont (Heterokonta) a rozsivek (Bacillariophyceae), pohlcením zelené řasy vznikly plastidy u Chlorarachniophyta, některých krásnooček (Euglenozoa) a jedné obrněnky.